# بیلی دی یانگ
بیلی دی یانگ (انگلیسی: Bailey De Young؛ زادهٔ ۱۶ سپتامبر ۱۹۸۹) بازیگر اهل ایالات متحده آمریکا است.
از فیلم‌ها یا برنامه‌های تلویزیونی که وی در آن نقش داشته‌است، می‌توان به بابای بچه، دختران گیلمور: یک سال در زندگی و خانم میزل شگفت‌انگیز اشاره کرد.